# Onegai Teacher
Onegai Teacher (jap. おねがい☆ティーチャー Onegai Tīchā) – seria anime stworzona przez Yōsuke Kurodę, która została zaadaptowana także jako manga oraz powieść. Seria należąca do gatunku ecchi liczy 12 odcinków plus dodatkowy 13 odcinek specjalny, zaliczany do lekkiego hentai.

## Fabuła
Wątek główny to perypetie uczuciowe 18-letniego Kei i jego nauczycielki Mizuho. W wyniku zbiegu okoliczności zostają oni przyłapani w niedwuznacznej sytuacji przez dyrektora szkoły, w której Kei się uczy, a Mizuho pracuje. Żeby zapobiec wyrzuceniu z placówki oboje postanawiają udawać małżeństwo (co jest możliwe, gdyż Kei cierpi na specyficzną chorobę, która czasem sprawia, że zapada w śpiączkę i czas się dla niego zatrzymuje. W związku z tym jest starszy od swoich kolegów ze szkoły i w wieku, w którym może wstąpić w związek małżeński). Anime opowiada o trudnościach jakie mają, żeby utrzymać tajemnicę i o powoli rodzących się między nimi uczuciach. Ubarwiającym całą serię akcentem jest pochodzenie Mizuho.
W anime pojawia się wielu bohaterów drugoplanowych, którzy mają dosyć spore znaczenie dla całej historii. Są to m.in. grupka przyjaciół Kei, charyzmatyczna i tajemnicza Ichigo, oraz matka i siostra Mizuho. Interesującym bohaterem jest także Marie, który jest postacią prawie wyłącznie komediową.

## Lista odcinków
| #  | Tytuł                                                                           | Premiera             |
| -- | ------------------------------------------------------------------------------- | -------------------- |
|    |                                                                                 |                      |
| 01 | Tell Me, Teacher Oshiete tīchā (教えてティーチャー)                             | 10 stycznia 2002     |
|    |                                                                                 |                      |
| 02 | I Can't Get Married Anymore Mou Omuko ni ikemasen (もう、お婿にいけません)      | 17 stycznia 2002     |
|    |                                                                                 |                      |
| 03 | This Isn't Right, Teacher Mazuiyo sensei (まずいよ★先生)                        | 24 stycznia 2002     |
|    |                                                                                 |                      |
| 04 | Actually, I Think I Love You Yappari sukikamo (やっぱり好きかも)                | 31 stycznia 2002     |
|    |                                                                                 |                      |
| 05 | For That, Teacher, I... Sonna sensei ni boku wa (そんな先生に、ぼくは)          | 7 lutego 2002        |
|    |                                                                                 |                      |
| 06 | Let's Start From The Beginning Hajimatte kara hajime you (始まってから始めよう) | 14 lutego 2002       |
|    |                                                                                 |                      |
| 07 | Don't Cry, Teacher Nakanaide sensei (泣かないで先生)                            | 21 lutego 2002       |
|    |                                                                                 |                      |
| 08 | Long Night Nagai yoru (長い夜)                                                  | 28 lutego 2002       |
|    |                                                                                 |                      |
| 09 | Let's End It Now Mou owari ni shiyo (もう、おわりにしよう)                      | 7 marca 2002         |
|    |                                                                                 |                      |
| 10 | But Demo (でも)                                                                 | 14 marca 2002        |
|    |                                                                                 |                      |
| 11 | Teacher Sensei (せんせい)                                                       | 21 marca 2002        |
|    |                                                                                 |                      |
| 12 | One More Time, Teacher Mouichido tīchā (もう一度ティーチャー)                   | 28 marca 2002        |
|    |                                                                                 |                      |
| 13 | Secret Couple Himitsu na Futari (ヒミツなふたり)                                | 25 października 2002 |
|    |                                                                                 |                      |